# پکا لاگربلوم
پکا لاگربلوم (فنلاندی: Pekka Lagerblom؛ زادهٔ ۱۹ اکتبر ۱۹۸۲) بازیکن فوتبال اهل فنلاند است.
از باشگاه‌هایی که در آن بازی کرده‌است می‌توان به باشگاه فوتبال آلمانیا آخن، باشگاه ورزشی وردر برمن، باشگاه فوتبال ماریهامن، باشگاه فوتبال اشتوتگارت، باشگاه فوتبال اف‌اس‌وی فرانکفورت، باشگاه فوتبال نورنبرگ، باشگاه فوتبال لایپزیگ، و باشگاه فوتبال کلن اشاره کرد.
وی همچنین در تیم ملی فوتبال فنلاند بازی کرده‌است.